# درب الزلق (مسلسل)
درب الزلق, هو مسلسل كويتي كوميدي. يعد من أشهر وأبرز المسلسلات الخليجية والعربية على الإطلاق والذي عرض في أغلب محطات التلفزيون العربية وهو من إنتاج سنة 1977. من بطولة الفنانين عبد الحسين عبد الرضا وخالد النفيسي وسعد الفرج وعبد العزيز النمش وعلي المفيدي. المسلسل من إخراج حمدي فريد ومن تأليف عبد الأمير التركي.

## شخصيات البطولة
- حسين بن عاقول (عبد الحسين عبد الرضا): الشقيق الأصغر لسعد. عزيز النفس، مشاكس ويسعى بأن يصبح تاجر كبير.[2]
- سعد بن عاقول (سعد الفرج): الشقيق الأكبر لحسين. صاحب شخصية ضعيفة ومغرم بصالحة ابنة بو صالح.
- أم سعد (عبد العزيز النمش): أم سعد وحسين، المغرمة بجارهم بوصالح وإسمها فضة.
- قحطة (علي المفيدي): في دور الخال قحطة شقيق أم سعد. ولديه محل لصنع وبيع النعل.
- بو صالح (خالد النفيسي): جار بيت عائلة بن عاقول. حاد الطباع ومغرم بأم سعد وإسمه خالد المثلاج.
- صالح (سمير القلاف): ابن بوصالح الوحيد.
- غلام (طارق منصور): عامل هندي لدى حسين ويلقبه بالخبير. وإشتهر بمقولة «هذا لهم مال كلب».
- صالحة (فوزية المشعل): ابنة بوصالح الوحيدة.
- حجي بودمغى (إبراهيم الحربي) في دور المطوع الذي يعالج حسين بن عاقول.
- (حسين المفيدي) الطفل الذي أرسلته والدته لشراء الثلج من بوصالح.
- بو فخري (خليل إسماعيل): رئيس لجنة التثمين.
- بو هادي (ماجد سلطان): موظف لجنة التثمين.
- المحامي حديب بن ديره (علي القطان): المحامي الموكل في الدفاع عن حسين بن عاقول.
- المحامي سالم النبيه (فخري عودة): المحامي الذي طلب بوصالح ابنه الذهاب اليه ليفزع له في المحكمة.
- المطرب (صالح الحريبي): في دور المطرب الذي غنى في عرس قحطة ونبوية.
- الدكتور (لطفي عبد الحميد): الطبيب المعالج لحسين بعد أن دخل مستشفى الأمراض النفسية بسبب زواج أمه من بوصالح وينصح أخوه سعد بأن يصطحبه في رحلة سياحية إلى مصر كفترة نقاهة حتى يخرج من حالته النفسية. إشتهر بمقوله «قول آآه».
- الشرطي (حسن عبد الرسول): الشرطي الذي قبض على غلام. وعلى حسين بن عاقول لحظة فراره منهم.
- فيصل الشايجي في دور الشرطي المنادي «بلاغ من الرئاسة».
- أماني (استقلال أحمد): في دور بنت المدير بو خالد.
- نبوية شبشب (لمياء خطاب): في دور زوجة قحطة.
- المدير بو خالد (عبد الله خريبط): والد أماني ومدير الشركة التي يعمل حسين بن عاقول فرّاش فيها.
- بو وائل (عوض محسون): الموظف قصير القامة ويلقبه حسين بن عاقول بـ «بلبول الشركة».
- فؤاد ابن سعيد باشا (فؤاد راتب): في دور المحتال النصاب الذي يعرض الأهرامات للبيع بعد أن أقنع حسين بن عاقول أن الأهرامات تعود ملكيتها لأبيه سعيد باشا.
- بو سند (محمد حسن): شخصية مهمة لدى لجنة التثمين.

## قصة المسلسل
يصبح الأخوين حسينوه (عبدالحسين عبدالرضا) وشقيقه سعد (سعد الفرج) من الأثرياء بين ليلة وضحاها نتيجة شراء الحكومة لمنزلهم (وهو ما يعرف بالـ تثمين في الكويت). فتبدأ بعد ذلك مغامراتهم في المشاريع التجارية مشروع تلو الآخر.
يبدأ الشقيقان حسين وسعد باستيراد أحذية يكتشفان بعد وصولها أنها جميعها فردة يسار، ثم بعد ذلك يقوم حسينوه باستيراد لحم للكلاب منطلقا من فكرة أن الكويت الحديثة يقطنها الكثير من الأجانب وهؤلاء يحبون تربية الكلاب، لكن الاجانب في بدايات الكويت لم يكونوا على ما يبدو معنيين كثيرا بإطعام كلابهم، فتبور البضاعة، وللخروج من مأزقه يضطر حسين الخائف من سخرية خاله قحطة (علي المفيدي) بتسويق طعام الكلاب عن طريق الحيلة.
فيتم اكتشاف تلك الحيلة ويتعرض للضرب والجلد من قبل الشرطة، ويدخل في عراك مع جاره بوصالح وخاله قحطه فيتم استدعاءه للمثول أمام المحكمة. ومن هنا تنطلق في راس حسين بن عاقول فكرة التوجه للمحاماة.
وبعد فترة يضطر للسفر للبصرة بسبب التزامات في عمله، وعند عودته يجد والدته تزوجت من جارهم بوصالح. فيصاب بانهيار عصبي ينقل على أثره إلى مستشفى الطب النفسي. فينصحه الطبيب بالسفر إلى مصر للنقاهة والإستجمام.
وهناك يتعرف على محتال يقوم بدوره (فؤاد ابن سعيد باشا)، يقنعه المحتال بشراء الأهرامات وأبو الهول ويصحبه حسينوه معه إلى الكويت باعتباره مستشاره، يتخلى الاثنان عن صفقة شراء الأهرامات وشحنها من مصر إلى الكويت لاستقطاب السياح، ويقرر حسينوه شراء مصنع للكبريت يضطر لحرقه في نهاية المسلسل هربا من الخسائر والديون لكن شركة التأمين تكتشف الجريمة وترفض تعويضه فيغادر حلمه محطما فقيرا بلا مأوى.
وهربا من الشماتة ولوم أسرته التي بدد ثروتها يحاول حسينوه الإنتحار بإلقاء نفسه في الجليب وهو الاسم المحلي لبئر الماء في ساحة البيت، لكن يتم إنقاذه وتلتف حوله عائلته لكنه يضطر بعد مغامراته التجارية الفاشلة للعودة عاملا بسيطا فقيرا مع شقيقه سعد في محل خالهما قحطة الذي يعمل في صناعة النعل وهو الاسم المحلي للنعال.
كل هذا ضمن قالب كوميدي ساخر ومضحك جداً، لا يخلو منه أي مشهد من مشاهد المسلسل.

## عن المسلسل
يقول الممثلون ونجوم العمل إن التلقائية كانت من أهم ميزات العمل؛ فهناك الكثير مما لم يتم كتابته في السيناريو، لكنه كان وليد الموقف ووليد اللحظة وكان التصوير يتم مرة واحدة فقط ولا يعاد التصوير، رغم أن هناك العديد من المشاهد التي لم يتمكن فيها الممثلون من حجب ابتساماتهم أو حتى ضحكهم، فإن المخرج لم يعمل على إعادة التصوير. وتقبل المشاهد كل ذلك بسبب شعوره بالحميمية بين أفراد العمل وبأن ما يحصل أمامه هو أقرب للواقع منه إلى التمثيل.

## هوامش
- دور بوصالح بائع الثلج كان مكتوباً للفنان إبراهيم الصلال واعتذر لظروف صحية
- هناك مواقف لم تكتب في السيناريو، كانت وليد الموقف ووليد اللحظة
- كان من المفترض مشاركة الراحل أحمد الصالح ولكنه لم يشارك لظروف غامضة